# GR 11

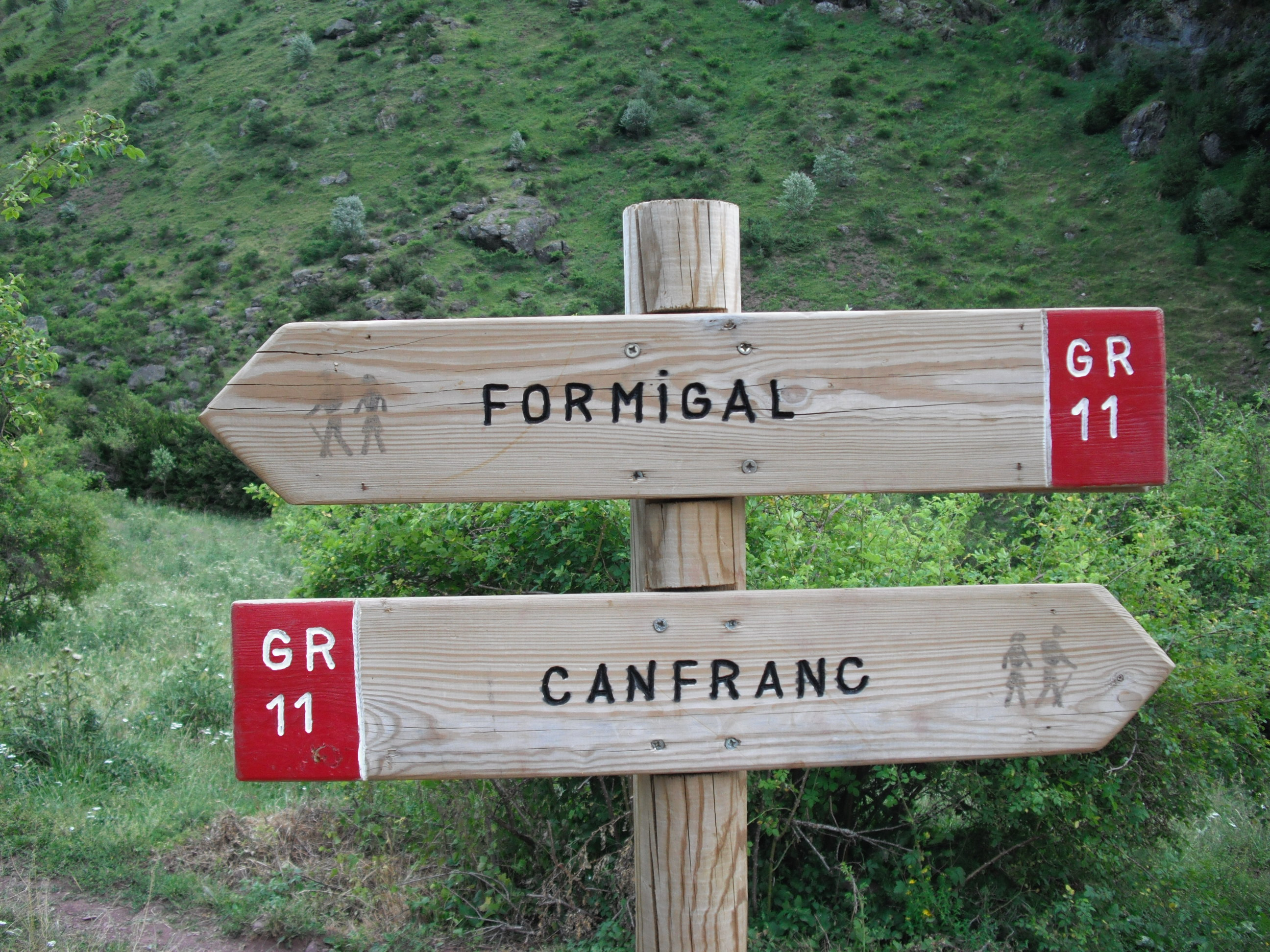
Marca característica del GR 11

El GR 11, o Sender del Pirineu, és un sender de gran recorregut que recorre els Pirineus pel seu vessant sud, des del Cantàbric fins a la Mediterrània, travessant pics, valls, poblets, boscos i serralades d'una gran bellesa i valor natural. Amb un recorregut total d'uns 800 km, 378 km per Catalunya/Andorra, va ser homologat el 1985.
Encara que no ataca cap cim, el seu recorregut s'ha de qualificar com d'alta muntanya perquè en molts trams supera els 2.000 m d'altitud i, per tant, té la dificultat pròpia d'aquestes altituds.

## Itinerari

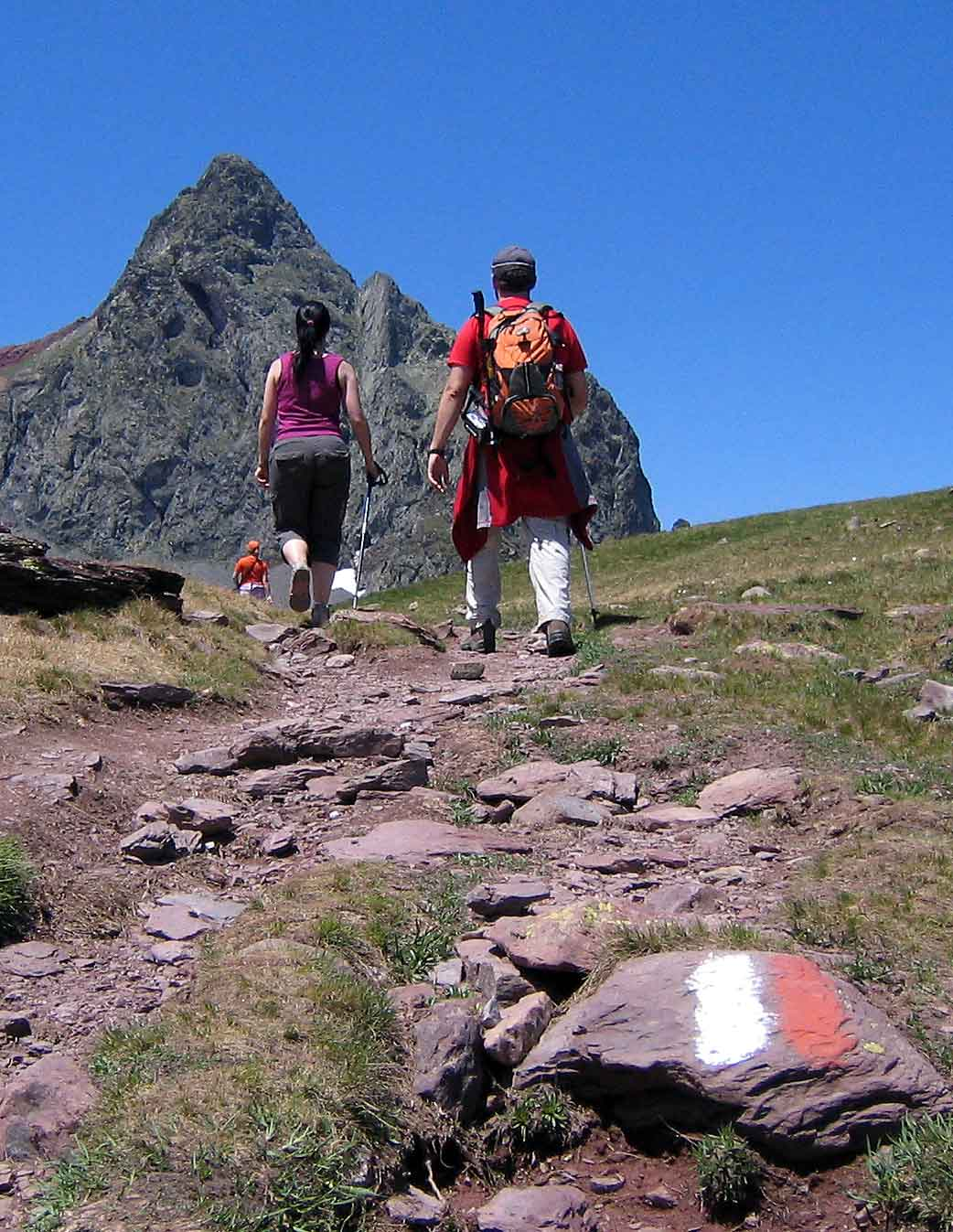
Senyal del sender al tram aragonès, davant el pic Anayet

El GR 11 comença al Cap Higuer, prop d'Hondarribia, i acaba al Cap de Creus passant pel País Basc, Navarra, Aragó, Andorra i Catalunya. El seu traçat travessa el Parc Nacional d'Ordesa i Mont Perdut i el Parc Natural de Pocets-Maladeta, a l'Aragó, i el Parc Nacional d'Aigüestortes i Estany de Sant Maurici, el Parc Natural de l'Alt Pirineu
i el Parc Natural del Cap de Creus, a Catalunya.
A Catalunya, el sender passa per l'Alta Ribagorça, la Vall d'Aran, el Pallars Sobirà, la Cerdanya, el Ripollès, la Garrotxa i l'Alt Empordà.

### Alta Ribagorça
El GR 11 entra a l'Alta Ribagorça en direcció est per la vall del riu Salenques. En arribar a la carretera N-230, la travessa i la ressegueix en direcció nord fins al límit de la comarca.

### Vall d'Aran
El sender segueix paral·lel a l'N-230 fins a l'Hospital de Viella, a tocar de la boca sud del túnel de Viella, on es troba amb el GR 211-5. Recupera la direcció est i segueix cap al port i estany de Rius i el refugi de la Restanca, no gaire lluny del Montardo, punt de partida de la variant GR 11-18. Tot envoltant el Montardo pel nord, ressegueix una part de la carretera que du a Arties i després segueix fins al refugi de Colomers, punt d'arribada de la variant 18, i continua en direcció sud-est entre multitud d'estanys. Després del punt d'unió amb el GR 211-4 segueix fins al Port de la Ratera, on penetra al Pallars Sobirà i al Parc Nacional d'Aigüestortes i Estany de Sant Maurici.

### Pallars Sobirà

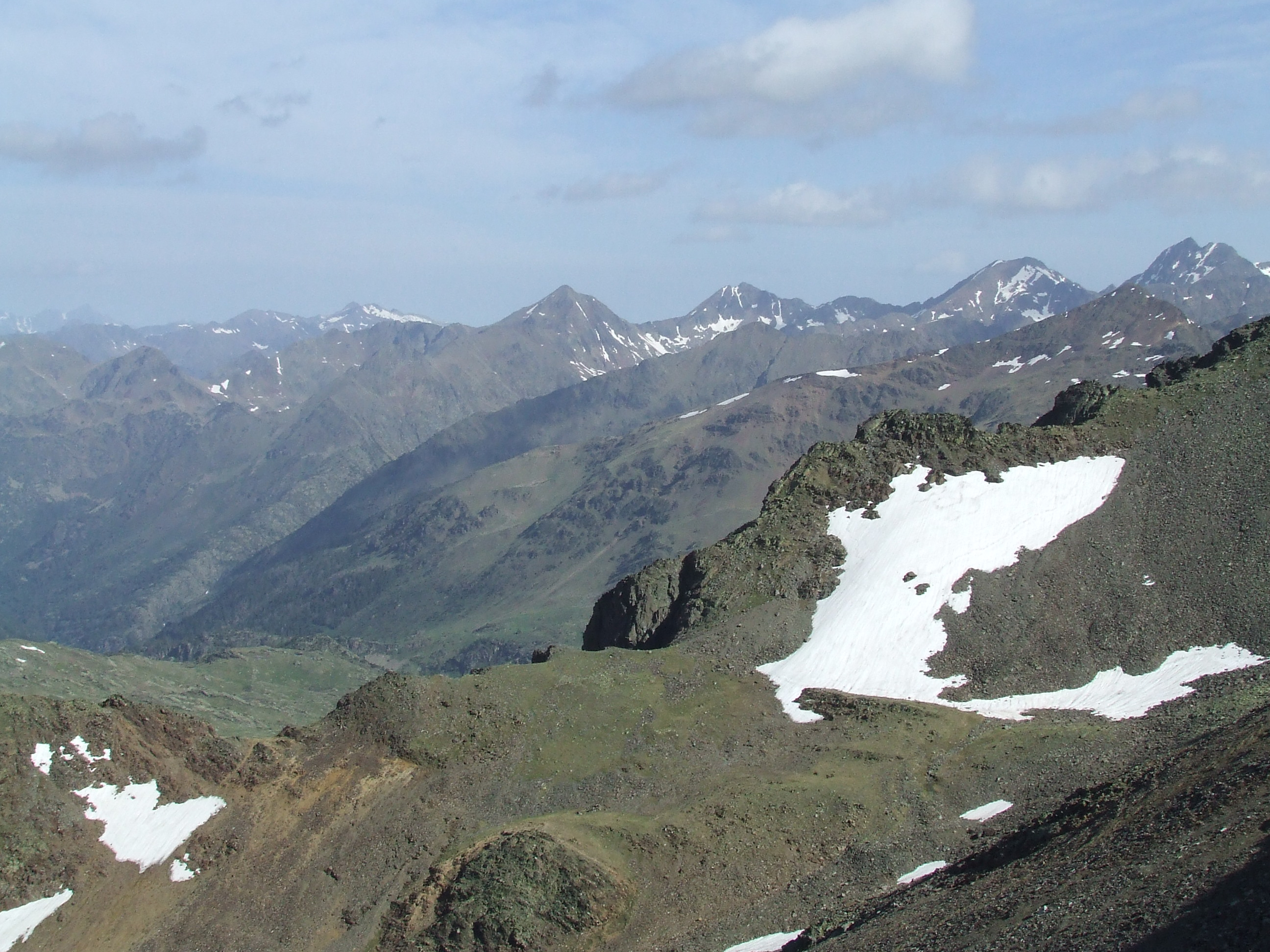
La Portella de Baiau des del Comapedrosa

El GR 11 segueix en direcció sud-est, passa a prop del refugi d'Amitges, i voreja l'Estany de Sant Maurici. Tot resseguint la carretera que duu a Espot en direcció est, surt del Parc Nacional i travessa Espot, punt de partida de la variant GR 11-20. Després de resseguir un tram de la carretera LV-5004, pren direcció nord, passa prop d'Estaís i Jou, gira a l'est i baixa fins a La Guingueta d'Àneu, on travessa la carretera C-13 i la Noguera Pallaresa. Continua cap a l'est, rodeja Dorve i penetra al Parc Natural de l'Alt Pirineu. A Estaon pren direcció nord, passa prop de Lleret, Lladorre i Aineto, travessa la carretera L-504 a Tavascan i gira cap al sud-est, continua cap a Boldís Sobirà, i segueix fins a arribar a prop de La Força d'Àreu, on torna a agafar direcció nord, i després est i sud-est, fins a passar prop del refugi de Vallferrera i del refugi Josep Maria Montfort, on abandona el Parc Natural i el Pallars Sobirà i entra a Andorra per la portella de Baiau.

### Andorra

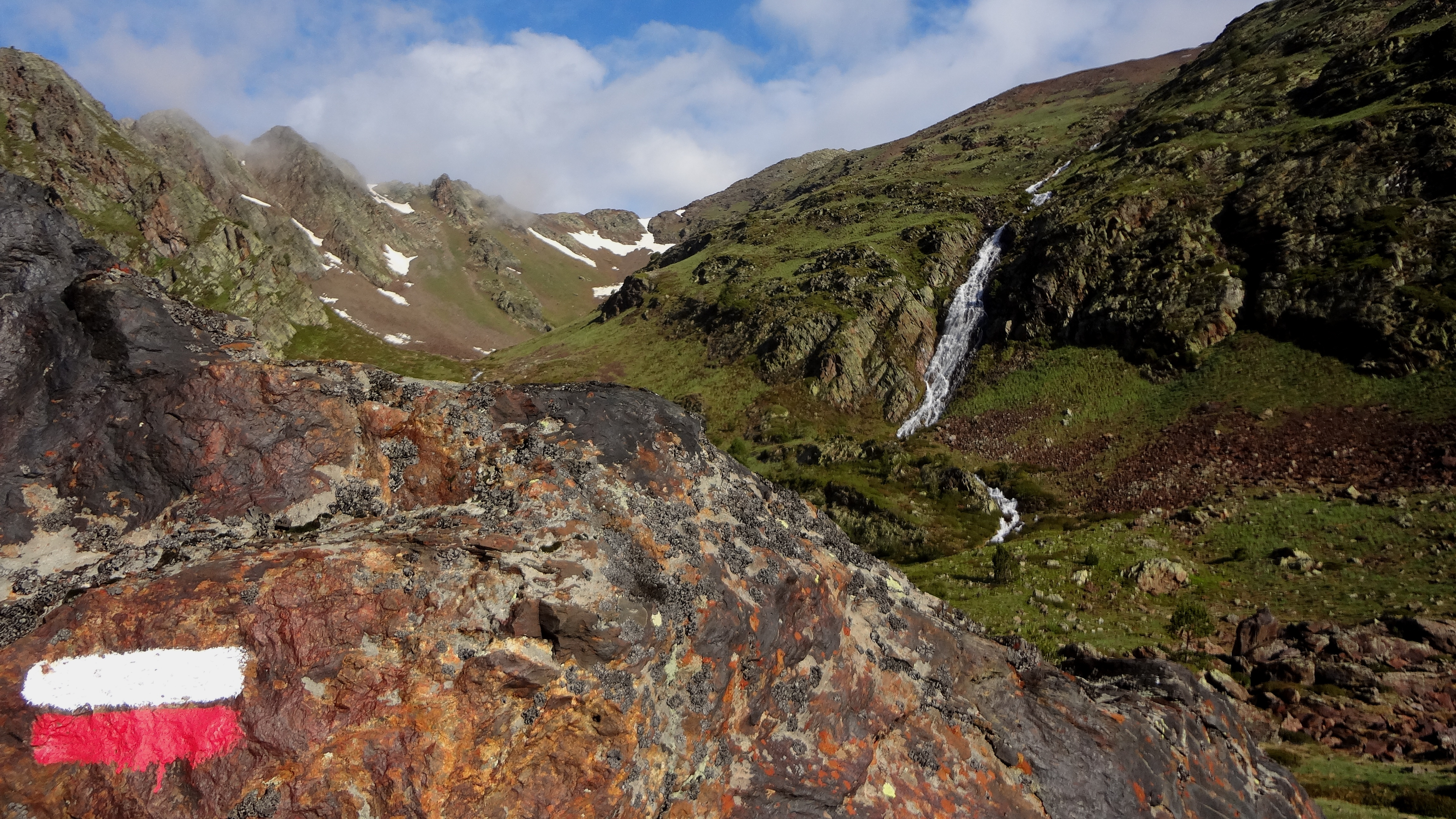
Valls del Comapedrosa, prop del pic de Sanfonts

Dins d'Andorra, el sender voreja l'estany Negre, deixa a l'esquerra el Comapedrosa, ressegueix una part del riu de Comapedrosa i passa a prop del refugi de la Coma Pedrosa. Passa per Arinsal, Arans (Ordino), travessa la Valira del Nord, deixa Ordino a la dreta i segueix en direcció SE fins a Encamp, on travessa la Valira d'Orient. Després continua en direcció sud i, prop d'Escaldes-Engordany, gira a l'est i s'ajunta amb el GR 7. Passa després pels refugis de Fontverd, Riu dels Orris i l'Illa, deixa a l'esquerra l'estany de l'Illa, se separa del GR-7 i surt d'Andorra.

### Cerdanya

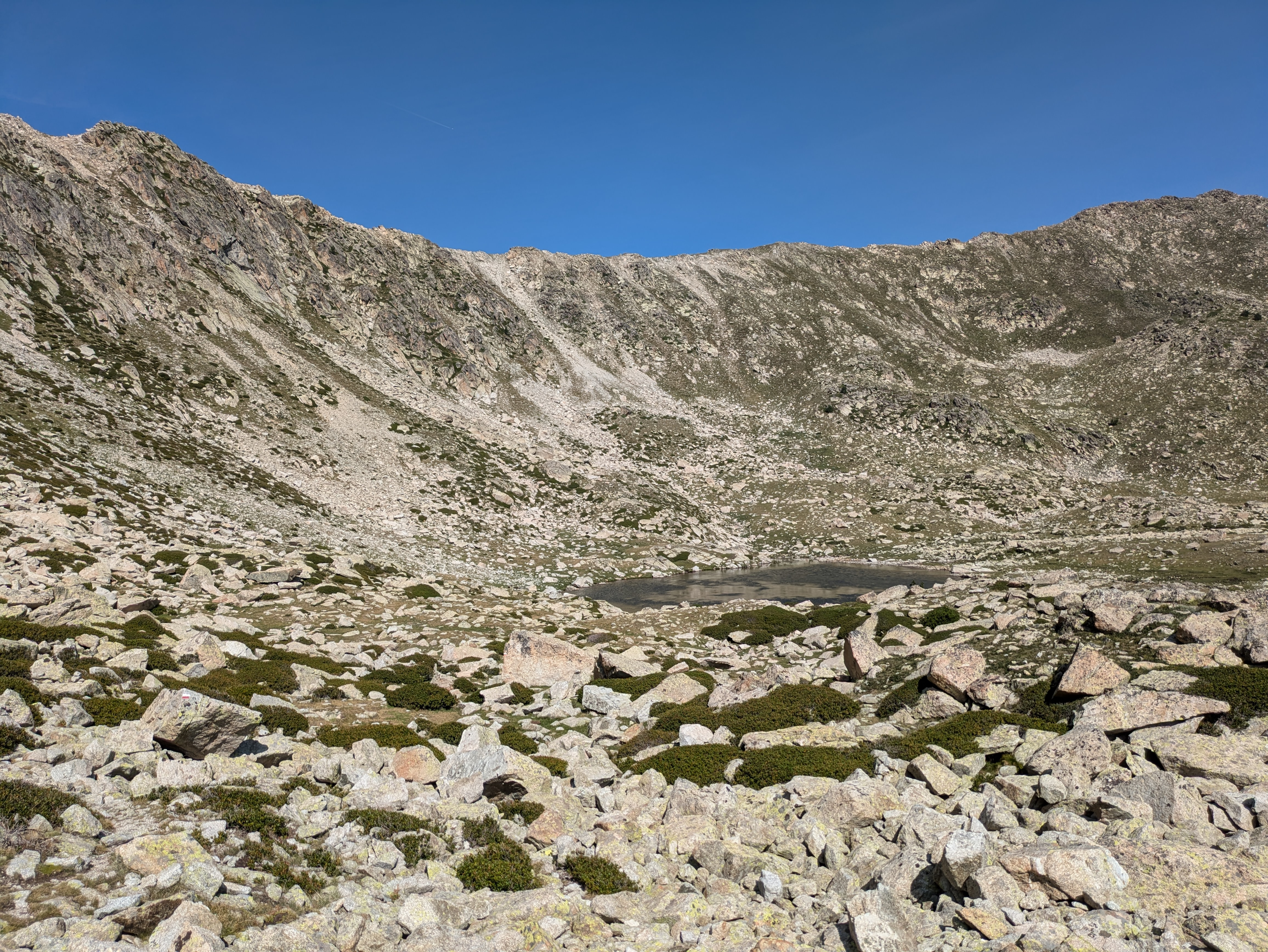
La Portella d'Engorgs, travessada pel GR 11 a uns dos quilòmetres a l'oest del refugi Joaquim Folch i Girona.

El sender torna a entrar a Catalunya en direcció est pel Port de Vallcivera, es creua amb el GR 107 a la Cabana dels Esparvers i passa a prop dels refugis Joaquim Folch i Girona, de Malniu, de la Feixa i de Cabanella, i arriba a Guils de Cerdanya, passa per Saneja i travessa Puigcerdà pel sud, d'on surt per dirigir-se a Age i continua en direcció sud passant prop de Vilallobent i entrant al Ripollès.

### Ripollès

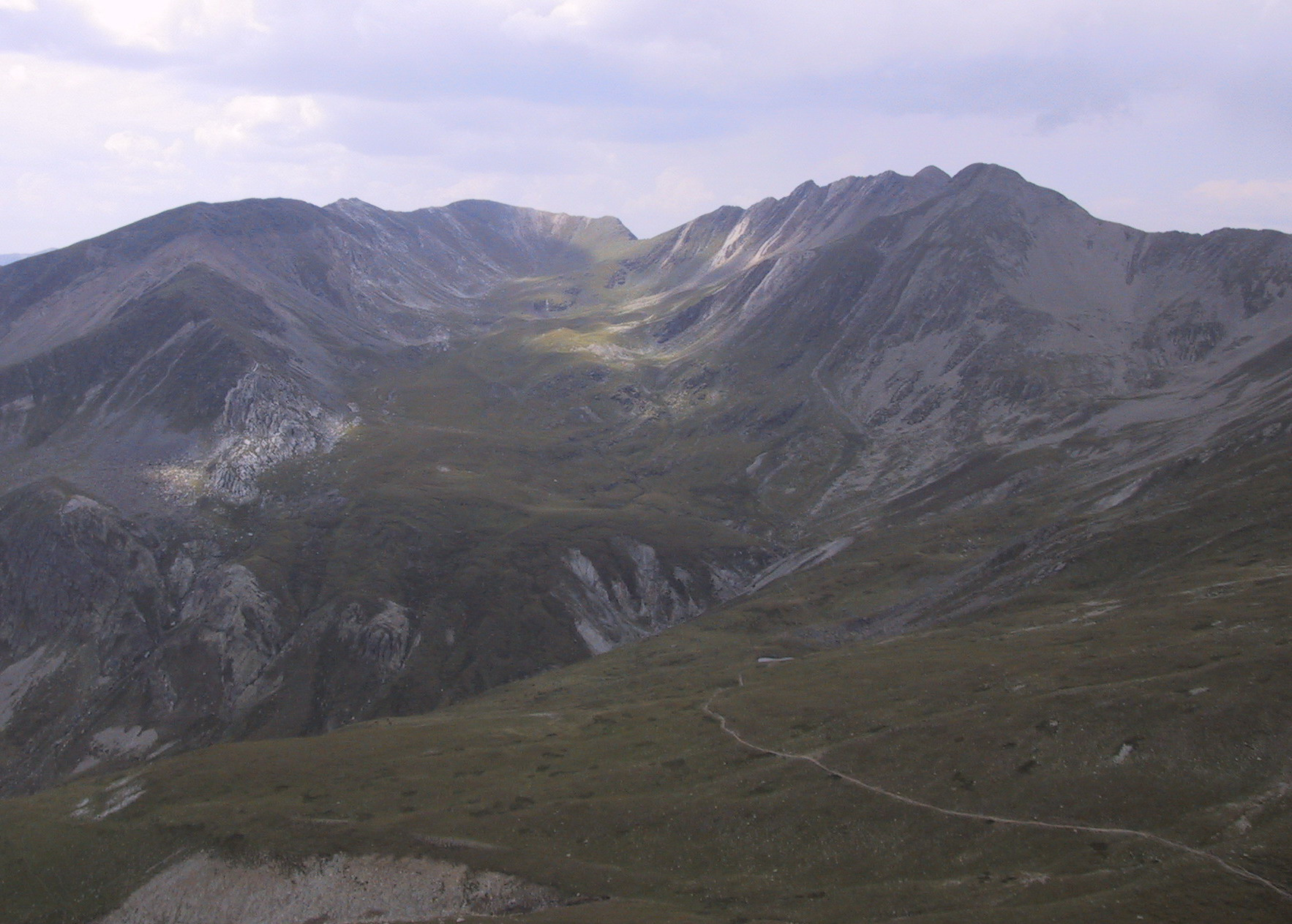
El coll de Tirapits vist des del coll de la Marrana, amb un tram del GR11 (que passa per tots dos colls) en primer terme.

El GR-11 continua en direcció sud-est fins a Dòrria, punt d'unió amb la variant GR 11-8, amb la qual es torna a unir a Planès. Travessa després la carretera N-152 i Planoles i pren direcció nord-est. A la font de l'Home Mort gira a l'est i segueix fins a Queralbs, on torna a prendre direcció nord fins a la Vall de Núria, punt d'unió amb la variant GR 11-7. El sender continua cap al nord-est fins a la frontera amb França, que ressegueix en direcció est fins al coll de Tirapits, es torna a unir amb la variant 7, arriba al refugi d'Ulldeter i ressegueix el Ter i la carretera GIV-5264 en direcció sud-est. A Setcases gira a l'est, passa al sud del Puig-Sistra i del Puig Moscós i segueix cap al sud-est; passa pel Puig de Sant Joan i continua fins a arribar a Molló, on travessa la C-38. Més tard travessa la GIV-5223, passa a prop del castell de Rocabruna i torna a travessar la GIV-5223, que ressegueix fins a travessar Beget per entrar a la Garrotxa poc després.

### Garrotxa
El sender recorre la comarca passant per diversos masos i ermites aïllades, com ara Sant Miquel d'Hortmoier o Talaixà. En arribar a un cingle sobre la Riera de Sant Aniol pren direcció nord, tot resseguint-la fins a Sant Aniol d'Aguja, on travessa la riera i reprèn la direcció est fins a arribar a l'Alt Empordà.

### Alt Empordà
En el seu tram final, el GR 11 passa pel Coll de Principi, pel refugi de Bassegoda, per Bassegoda, El Ginebre, Can Ferrers i arriba a Albanyà, on ressegueix durant un tros la carretera GI-511 abans de girar al nord. Rodeja el Puig de la Canova, passa pel collet de Palomeres i, a prop de Sant Feliu de Carbonils, deixa a l'esquerra el Puig de Sant Feliu i el Puig de la Trilla; en arribar al riu Rimal, el travessa i reprèn direcció est. Rodeja el Puig del Coll dels Pins, passa per Oliveda i, prop del Molí d'en Robert, torna a girar al nord, i després al nord-oest, fins a arribar a Maçanet de Cabrenys, on travessa la carretera GI-503, que ressegueix durant un tros en direcció est abans de tornar a girar al nord-est fins a arribar a la Vajol (el tram entre Maçanet de Cabrenys i la Vajol era fins ara tot per asfalt, i s'ha modificat tot trobant un camí alternatiu que discorre per paisatges de gran valor ecològic). Allà travessa la carretera GI-501, que ressegueix durat un parell de quilòmetres en direcció est abans de separar-se'n i girar al nord-est; canvia diverses vegades de direcció fins a arribar a la Jonquera, on s'ajunta amb el GR 2, travessa l'autopista AP-7 / E-15 i la carretera N-II. Pren direcció nord-est, deixa a la dreta el Puig dels Falguers, penetra al Paratge Natural d'Interès Nacional de l'Albera, passa per Requesens i, al refugi del Forn de Calç, prop del castell de Requesens, gira a l'est; en travessar un dels tributaris de la Ribera de Mirapols, gira cap al sud, passa pel Coll de la Dona Morta, surt del Paratge Natural, passa pel coll de la Llosarda, pel Puig del Mig i pel Puig de les Reuredes. A Els Vilars pren direcció nord-est i, mentre canvia de direcció diverses vegades, passa per Mas Girarols, Mas Corbera, Mas Pils, deixa a la dreta el Puig del Migdia i a l'esquerra el Puig Bonic, passa per Santa Maria de Colera i Sant Quirc de Colera, deixa Vilamaniscle a la dreta, passa a prop del Puig de Sant Silvestre i del Puig Tifell, travessa la carretera N-260 i arriba a Llançà. Pren direcció sud, passa pel Mas de la Pallera, on es troba amb el GR 92-0 i continua fins al Monestir de Sant Pere de Rodes, on pren direcció sud-est fins al Port de la Selva, on es creua amb el GR 92. Finalment, el sender segueix en direcció sud-est, i després est, fins al Cap de Creus.

## Etapes per Catalunya[3]
| Núm. etapa | Descripció etapa                                   | Distància (km) | Durada (temps) | Desnivell positiu (m) | Desnivell negatiu (m) | Nivell de dificultat |
| ---------- | -------------------------------------------------- | -------------- | -------------- | --------------------- | --------------------- | -------------------- |
| 21a        | Del refugi de Conangles al refugi de La Restanca   | 12,27          | 4 h 25 min     | 1113                  | 657                   | Alta muntanya        |
| 22a        | Del refugi de La Restanca al refugi de Colomèrs    | 13,62          | 4 h 35 min     | 1110                  | 983                   | Alta muntanya        |
| 23a        | Del refugi de Colomèrs al refugi d'Ernest Mallafré | 12,54          | 4 h 30 min     | 741                   | 985                   | Alta muntanya        |
| 24a        | Del refugi Ernest Mallafré a La Guingueta d'Àneu   | 17,49          | 4 h 45 min     | 373                   | 1325                  | Iniciats             |
| 25a        | De La Guingueta d'Àneu a Estaon                    | 11,83          | 5 h 15 min     | 1332                  | 1016                  | Alta muntanya        |
| 26a        | De Estaon a Tavascan                               | 13,05          | 5 h            | 933                   | 1080                  | Experimentats        |
| 27a        | De Tavascan a Àreu                                 | 17,09          | 6 h 30 min     | 1420                  | 1285                  | Alta muntanya        |
| 28a        | De Àreu al refugi de Baiau                         | 15,40          | 5 h 10 min     | 1490                  | 204                   | Alta muntanya        |
| 29a        | Del refugi de Baiau a Arans                        | 15,04          | 5 h 30 min     | 1357                  | 2476                  | Alta muntanya        |
| 30a        | De Arans a Encamp                                  | 15,20          | 5 h            | 157                   | 1670                  | Experimentats        |
| 31a        | D'Encamp al refugi de L'Illa                       | 16,00          | 5 h            | 1858                  | 628                   | Alta muntanya        |
| 32a        | Del refugi de L'Illa al refugi de Malniu           | 14,59          | 5 h 10 min     | 1020                  | 1398                  | Alta muntanya        |
| 33a        | Del refugi de Malniu a Puigcerdà                   | 14,95 km       | 3 h 40 min     | 173                   | 1155                  | Experimentats        |
| 34a        | De Puigcerdà a Planoles                            | 27,24          | 6 h 50 min     | 1248                  | 1120                  | Alta muntanya        |
| 35a        | De Planoles al Santuari de Núria                   | 17,69          | 6 h 30 min     | 1770                  | 1082                  | Experimentats        |
| 36a        | Del Santuari de Núria a Setcases                   | 20,07          | 6 h 10 min     | 1103                  | 1792                  | Alta muntanya        |
| 37a        | De Setcases a Beget                                | 22,86          | 6 h 30 min     | 1070                  | 1810                  | Experimentats        |
| 38a        | De Beget a l'ermita de Sant Aniol d'Aguja          | 15,73          | 4 h 50 min     | 975                   | 1060                  | Iniciats             |
| 39a        | De l'ermita de Sant Aniol d'Aguja a Albanyà        | 17,07          | 5 h            | 1076                  | 1282                  | Iniciats             |
| 40a        | D'Albanyà a La Vajol                               | 26,02          | 6 h 40 min     | 1381                  | 1072                  | Experimentats        |
| 41a        | De La Vajol a Requesens                            | 24,68          | 6 h 20 min     | 1111                  | 1142                  | Iniciats             |
| 42a        | De Requesens a Vilamaniscle                        | 30,21          | 7 h 25 min     | 938                   | 1289                  | Experimentats        |
| 43a        | De Vilamaniscle a El Port de la Selva              | 22,21          | 5 h 15 min     | 988                   | 1150                  | Iniciats             |
| 44a        | De El Port de la Selva al cap de Creus             | 15,60          | 3 h 35 min     | 717                   | 699                   | Debutants            |

## Variants

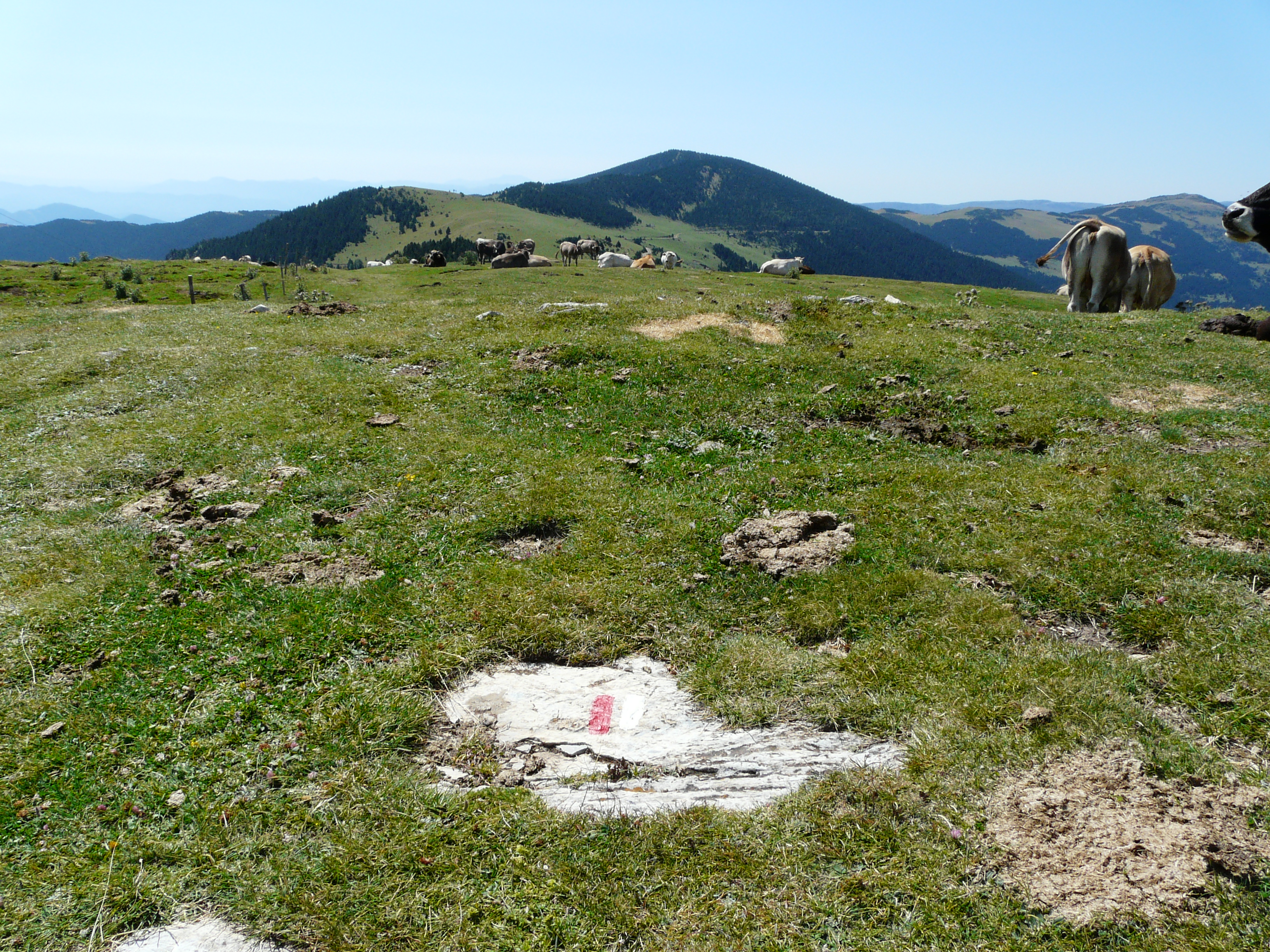
El GR 11-6 prop de la Collada Fonda

- GR 11-6: Refugi d'Ulldeter - Coll de la Fembra Morta
- GR 11-7: Núria - Coll de la Marrana
- GR 11-8: Font de l'Home Mort - Fontalba - Núria
- GR 11-10a: Les Escaldes - Refugi Cap del Rec
- GR 11-10b: Refugi Cap del Rec - Cabana dels Esparvers
- GR 11-18: Refugi de la Restanca - Port de Caldes – Refugi de Colomers
- GR 11-20a: Pont de Suert - Taüll
- GR 11-20b: Taüll - Refugi de Colomina
- GR 11-20c: Refugi de Colomina - Espot

## Connexions
- GR 92 al Port de la Selva i amb la variant GR 92-0 al Mas de la Pallera (Sant Pere de Rodes).
- GR 2 a la Jonquera
- GR 4 a Puigcerdà
- GR 7 a Ramió (Andorra)
- GR 107 a la Cabana dels Esparvers
- GR 211 amb la variant GR 211-4 al Port de Ratera i amb la variant GR 211-5 a 300 m del refugi Ospitau de Vielha